# Samsung Galaxy A2 Core
O Samsung Galaxy A2 Core é um smartphone de baixo custo produzido pela Samsung Electronics dentro da linha Galaxy A. Ele possui o sistema operacional móvel Android 8 na versão Go Edition e é voltado para os mercados do Sul e Sudeste da Ásia, Oriente Médio e África. Oferece quatro opções de cores (azul, preto, vermelho e dourado).

## Especificações

### Software
O A2 Core possui o sistema operacional Android 8.0 Oreo na versão Go Edition, que é otimizada para smartphones de baixo custo com a interface Samsung Experience 9.0. Ele pode ser atualizado para o Android 8.1.0 com a interface Samsung Experience 9.5.